# 卡默福斯特 (莱茵兰-普法尔茨州)
卡默福斯特（德語：Kammerforst，發音：[ˈkamɐˌfɔʁst]）是德国莱茵兰-普法尔茨州韦斯特林山县的市镇，面积1.33平方千米，2023年12月31日人口为258人。